# Hilda Borgström
Hilda Teresia Borgström, född 13 oktober 1871 i Adolf Fredriks församling, Stockholm, död 2 januari 1953 i Hedvig Eleonora församling, Stockholm, var en svensk skådespelare.

## Biografi
Hilda Borgström studerade vid Kungliga Teaterns balettskola 1880–1887 och därefter 1887–1888 vid Konservatoriets elevskola. Åren 1888–1889 var hon anställd vid olika mindre teatersällskap, innan hon 1891–1893 hade anställning hos August Lindberg i Göteborg. Åren 1893–1894 var hon engagerad vid Svenska Teatern i Helsingfors och därefter 1894–1900 vid Albert Ranfts teatrar.
Borgström var engagerad vid Dramaten 1900–1912 samt 1919–1938 där hon även fungerade som lärare vid Dramatens elevskola. Åren 1916–1918 ledde hon även Blancheteatern.
Hon filmdebuterade 1912 och kom att medverka i drygt 80 filmer.
Bland hennes roller märks främst Katarina i Så tuktas en argbigga, Franziska i Minna von Barnhelm, Marta i Faust, Abigail i Ett glas vatten, Hilde Wangel i Byggmästar Solness, Mora Aase i Per Gynt, Cyprienne i Vi skiljas, Mizi i Älskog, Zaza Signe i Högt spel, lady Catherine i Cirkeln, Fru Hamelin i Bröllopsdagar, änkan Ludvigsen i Föräldrar, Varvara i Höstens violiner samt Marta Boman i Swedenhielms.
År 1906 erhöll Borgström medaljen Litteris et artibus.
Varje jul kan hon av tradition ses i TV som sagoberättaren i Gösta Rooslings kortfilm Tomten – en vintersaga (1941), baserad på Viktor Rydbergs dikt.
Borgström är begravd på Norra begravningsplatsen i Stockholm.

## Filmografi i urval
- 1912 – Ett hemligt giftermål eller Bekännelsen på dödsbädden
- 1913 – Lady Marions sommarflirt
- 1913 – Ingeborg Holm
- 1914 – Vägen till mannens hjärta
- 1914 – Dömen icke
- 1916 – Brandsoldaten
- 1917 – Fru Kristina
- 1917 – Søster Karin
- 1917 – Moderens øjne
- 1917 – Förlåt oss våra skulder
- 1920 – Carolina Rediviva
- 1921 – Körkarlen
- 1923 – Anna-Clara och hennes bröder
- 1924 – Flickan från Paradiset
- 1925 – Damen med kameliorna
- 1926 – Giftas
- 1928 – Ådalens poesi
- 1929 – Rågens rike
- 1930 – Norrlänningar
- 1932 – Värmlänningarna
- 1933 – Vad veta väl männen
- 1933 – Farmors revolution
- 1934 – Simon i Backabo
- 1935 – Minns du?
- 1935 – Flickornas Alfred
- 1937 – John Ericsson – segraren vid Hampton Roads
- 1937 – Familjen Andersson
- 1938 – Vingar kring fyren
- 1938 – Med folket för fosterlandet
- 1938 – En kvinnas ansikte
- 1938 – Du gamla du fria
- 1939 – Folket på Högbogården
- 1939 – Gläd dig i din ungdom
- 1940 – Hennes melodi
- 1940 – Vildmarkens sång
- 1940 – ... som en tjuv om natten
- 1940 – Ett brott
- 1941 – Tomten
- 1941 – Fransson den förskräcklige
- 1941 – Göranssons pojke
- 1941 – Striden går vidare
- 1941 – Dunungen
- 1942 – Doktor Glas
- 1942 – Farliga vägar
- 1942 – Livet på en pinne
- 1942 – Rid i natt!
- 1942 – Lågor i dunklet
- 1943 – Livet måste levas
- 1943 – Jag dräpte
- 1943 – Kvinnor i fångenskap
- 1943 – Flickan är ett fynd
- 1943 – En flicka för mej
- 1944 – En dag skall gry
- 1944 – Släkten är bäst
- 1944 – Appassionata
- 1944 – Klockan på Rönneberga
- 1944 – Jag är eld och luft
- 1944 – Flickan och Djävulen
- 1944 – Hets
- 1944 – Kejsarn av Portugallien
- 1944 – Den osynliga muren
- 1944 – Prins Gustaf
- 1945 – Kungliga patrasket
- 1945 – Trötte Teodor
- 1945 – Gomorron Bill!
- 1945 – Galgmannen
- 1946 – Åsa-Hanna
- 1946 – Begär
- 1946 – Bröder emellan
- 1946 – Driver dagg faller regn
- 1946 – Försök inte med mej ..!
- 1946 – Eviga länkar
- 1946 – Brita i grosshandlarhuset
- 1947 – Nyckeln och ringen
- 1947 – Dynamit
- 1947 – Sången om Stockholm
- 1948 – Var sin väg
- 1948 – Musik i mörker
- 1948 – Vart hjärta har sin saga
- 1948 – Solkatten
- 1948 – Banketten
- 1948 – Synd
- 1948 – Eva
- 1949 – Nyckeln och ringen
- 1949 – Flickan från tredje raden
- 1951 – Dårskapens hus

## Teater

### Roller (ej komplett)
| År   | Roll                           | Produktion                                                     | Regi              | Teater                      |
| ---- | ------------------------------ | -------------------------------------------------------------- | ----------------- | --------------------------- |
| 1888 | Amelie, pensionär              | Magister Bläckstadius eller Giftermålsannonsen August Blanche  |                   | Kungliga Dramatiska Teatern |
| 1891 | Paula Selby                    | Ett silverbröllop Emma Gad                                     |                   | Mindre teatern, Göteborg    |
| 1896 | Viviane Duverger               | Fernands giftermål Georges Feydeau                             |                   | Vasateatern                 |
| 1896 | Yolande de Montaille           | Den kritiska åldern Jules Lemaître                             |                   | Vasateatern                 |
| 1896 | Fröken Stiehle                 | Det stora förslaget Pehr Staaf                                 |                   | Vasateatern                 |
| 1897 | Adele Lindholm                 | Ungdomslek Frederik Leth Hansen                                |                   | Vasateatern                 |
| 1897 | Fru Léonie                     | Sköldpaddan Léon Gandillot                                     |                   | Vasateatern                 |
| 1898 | Kathinka                       | Familjen Jensen Edgard Høyer                                   |                   | Svenska teatern, Stockholm  |
| 1899 | Bondhustrun                    | Stor-Klas och Lill-Klas Gustaf af Geijerstam                   | Harald Molander   | Svenska teatern, Stockholm  |
| 1899 | Mielchen                       | Vävarna Gerhart Hauptmann                                      | Harald Molander   | Svenska teatern, Stockholm  |
| 1900 | Zaza                           | Zaza Pierre Berton och Charles Simon                           |                   | Dramatiska Teatern          |
| 1901 | Eva Cauvelin                   | Familjeband Gaston Devore                                      |                   | Dramatiska Teatern          |
| 1901 | Lise                           | Cyrano de Bergerac Edmond Rostand                              |                   | Dramatiska Teatern          |
| 1905 | Katarina                       | Så tuktas en argbigga William Shakespeare                      |                   | Dramatiska Teatern          |
| 1906 |                                | Far och son Gustav Esmann                                      |                   | Dramatiska Teatern          |
| 1906 | Kusin Kate                     | Kusin Kate Hubert Henry Davies                                 |                   | Dramatiska Teatern          |
| 1906 | Ellen von Tönning              | Livets maskerad Ludwig Fulda                                   |                   | Dramatiska Teatern          |
| 1906 | Franciska                      | Minna von Barnhelm Gotthold Ephraim Lessing                    |                   | Dramatiska Teatern          |
| 1908 | Madelon                        | De löjliga preciöserna Molière                                 | Emil Grandinson   | Dramaten                    |
| 1908 | Lizzie                         | Syndafloden Henning Berger                                     | Gustaf Linden     | Dramaten                    |
| 1913 | Angela Burnett                 | Eldskärmen Alfred Sutro                                        | Knut Michaelson   | Intima teatern              |
| 1913 | Paulette Vannaire              | Fästningen faller Sacha Guitry                                 | Knut Michaelson   | Intima teatern              |
| 1913 | Guinevere Megan                | Vildfåglar John Galsworthy                                     | Knut Michaelson   | Intima teatern              |
| 1914 | Cecilie Adams-Ortenburg        | Intermezzo Arthur Schnitzler                                   | Emil Grandinson   | Intima teatern              |
| 1914 | Gabrielle Jannelot             | Hemligheten Henry Bernstein                                    | Knut Michaelson   | Intima teatern              |
| 1914 | Françoise                      | Den skotska regnkragen Sacha Guitry                            | Knut Michaelson   | Intima teatern              |
| 1915 | Annie                          | Kärleken segrar Charles Klein                                  | Justus Hagman     | Vasateatern                 |
| 1916 | Nang-Ping                      | Mr Wu Harry M. Vernon och Harold Owen                          | Carl Barcklind    | Oscarsteatern               |
| 1920 | Molly Griesinger               | Markis von Keith Frank Wedekind                                | Karl Hedberg      | Dramaten                    |
| 1922 | Madeleine                      | Den leende fru Madeleine André Obey och Denys Amiel            | Olof Molander     | Dramaten                    |
| 1922 | Lady Catherine Champion-Cheney | Cirkeln W. Somerset Maugham                                    | Gustaf Linden     | Dramaten                    |
| 1923 | Änkan Ludvigsen                | Föräldrar Otto Benzon                                          | Olof Molander     | Dramaten                    |
| 1923 | Fru Hardcastle                 | Värdshuset Råbocken Oliver Goldsmith                           | Olof Molander     | Dramaten                    |
| 1924 |                                | Jag har en idé (Tons Of Money) Will Evans och Arthur Valentine | Rune Carlsten     | Djurgårdsteatern            |
| 1925 | Prudence                       | Kameliadamen Alexandre Dumas d. y.                             | Olof Molander     | Dramaten                    |
| 1925 | Martha Boman                   | Swedenhielms Hjalmar Bergman                                   | Gustaf Linden     | Dramaten                    |
| 1925 | Mona                           | Storstädning Frederick Lonsdale                                | Olof Molander     | Dramaten                    |
| 1926 | Hertiginnan de Surennes        | Societet W. Somerset Maugham                                   | Gustaf Linden     | Dramaten                    |
| 1927 | Fru Gerbault-Moreuil           | Doktor Mirakel Robert de Flers och Franois de Croisset         | Karl Hedberg      | Dramaten                    |
| 1929 | Fröken Blanche de Blanmoutier  | Den oemotståndlige Jean Sarment                                | Olof Molander     | Dramaten                    |
| 1929 | Mrs Maria Wislack              | Äktenskapsprovet (On Approval) Frederick Lonsdale              | Oscar Tengström   | Åbo Svenska Teater Gästspel |
| 1932 | Alice                          | Fröken Jacques Deval                                           | Olof Molander     | Dramaten                    |
| 1932 | Mary Temple                    | Kvinnans list Lionel Brown                                     | Alf Sjöberg       | Dramaten                    |
| 1932 | Den gamla prästänkan           | Över förmåga Björnstjerne Björnson                             | Alf Sjöberg       | Dramaten                    |
| 1933 | Alice Greenleaf                | En fågel i handen John Drinkwater                              | Rune Carlsten     | Dramaten                    |
| 1934 | Mrs Mopply                     | För sant att vara bra George Bernard Shaw                      | Rune Carlsten     | Dramaten                    |
| 1934 | Signora Maddalena              | Anständighetens vällust Luigi Pirandello                       | Anders de Wahl    | Dramaten                    |
| 1936 | Fru Wahlström                  | Hittebarnet August Blanche                                     | Rune Carlsten     | Dramaten                    |
| 1937 | Marie-Louise Tosterup          | Skönhet Sigfrid Siwertz                                        | Alf Sjöberg       | Dramaten                    |
| 1942 | Martha Boman                   | Swedenhielms Hjalmar Bergman                                   | Carlo Keil-Möller | Dramaten                    |

## Radioteater

### Roller
| År   | Roll        | Produktion                                  | Regi |
| ---- | ----------- | ------------------------------------------- | ---- |
| 1945 | Fröken Lina | Förstklassigt familjepensionat Alice Svensk |      |

### Fotnoter
1. 1 2  ”Hilda Borgström”. Svensk Filmdatabas. http://sfi.se/sv/svensk-filmdatabas/Item/?type=PERSON&itemid=57553&ref=%2ftemplates%2fSwedishFilmSearchResult.aspx%3fid%3d1225%26epslanguage%3dsv%26searchword%3dhilda+borgstr%C3%B6m%26type%3dPerson%26match%3dBegin%26page%3d1%26prom%3dFalse. Läst 20 oktober 2012.
2. 1 2 3 4 5  Svensk Uppslagsbok: Hilda Borgström
3. ↑  Hitta graven
4. ↑  ”Teater och Musik”. Göteborgs Aftonblad:  s. 5. 3 oktober 1891. http://tidningar.kb.se/2647969/1891-10-03/edition/0/part/1/page/3/?q=silfverbr%C3%B6llop%20%22stora%20teatern%22&sort=asc&freeonly=1&page=4. Läst 15 november 2015.
5. ↑  ”Teater och Musik”. Dagens nyheter:  s. 3. 4 februari 1896. https://arkivet.dn.se/tidning/1896-02-04/9457A/3. Läst 24 februari 2019.
6. ↑  ”Teater och Musik”. Dagens nyheter:  s. 2. 7 mars 1896. https://arkivet.dn.se/tidning/1896-03-07/9485A/2. Läst 24 februari 2019.
7. ↑  ”Teater och Musik”. Dagens nyheter:  s. 3. 26 mars 1896. https://arkivet.dn.se/tidning/1896-03-26/9500A/3. Läst 24 februari 2019.
8. ↑  ”Teaterannons”. Dagens Nyheter:  s. 5. 12 januari 1897. http://tidningar.kb.se/8224221/1897-01-12/edition/0/part/1/page/3/?q=Ungdomslek%20vasateatern&sort=asc. Läst 15 november 2015.
9. ↑  Idun – Praktiskt veckotidning för kvinnan och hemmet Arkiverad 30 juni 2015 hämtat från the Wayback Machine. s. 167
10. ↑  ”Teater och Musik: Teatrarna”. Svenska Dagbladet:  s. 2. 12 december 1898. http://tidningar.kb.se/1767385/1898-12-07/edition/0/part/1/page/3/?q=%22de%20wahl%22&sort=asc&freeonly=1&from=1898-01-01&to=1899-12-31&page=2. Läst 15 november 2015.
11. ↑  ”Teater och musik: Svenska teatern”. Aftonbladet:  s. 3. 27 februari 1899. http://tidningar.kb.se/4112678/1899-02-27/edition/0/part/1/page/3/?q=%22de%20wahl%22&sort=asc&freeonly=1&from=1898-01-01&to=1899-12-31&page=3. Läst 15 november 2015.
12. ↑  ”Teaterannons”. Dagens Nyheter:  s. 3. 11 april 1899. http://tidningar.kb.se/8224221/1899-04-11/edition/0/part/1/page/3/?q=%22de%20wahl%22&sort=asc&freeonly=1&from=1898-01-01&to=1899-12-31&page=4. Läst 15 november 2015.
13. ↑  ”Teater, konst, litteratur: Dramatiska teatern”. Dagens Nyheter:  s. 2. 21 september 1900. https://arkivet.dn.se/sok/?searchTerm=&fromPublicationDate=1900-09-21&toPublicationDate=1900-09-21. Läst 7 augusti 2016.
14. ↑  ”Familjeband”. Musikverket. http://calmview.musikverk.se/CalmView/Record.aspx?src=CalmView.Catalog&id=HelledayA12S18%3a034. Läst 24 oktober 2015.
15. ↑  ”Cyrano de Bergerac”. Musikverket. http://calmview.musikverk.se/CalmView/Record.aspx?src=CalmView.Catalog&id=HelledayA12S12%3a024. Läst 24 oktober 2015.
16. ↑  Ernst Högman (1905). Frithiof Hellberg. red. ”Teater och musik”. Idun: Illustrerad tidning för kvinnan och hemmet (Stockholm: Frithiof Hellberg) 18 (47):  sid. 601. https://gupea.ub.gu.se/bitstream/handle/2077/50365/gupea_2077_50365_1.pdf?sequence=1&isAllowed=y. Läst 19 november 2015.
17. ↑  Ernst Högman (1906). Frithiof Hellberg. red. ”Teater och musik”. Idun: Illustrerad tidning för kvinnan och hemmet (Stockholm: Frithiof Hellberg) 19 (5):  sid. 59. https://gupea.ub.gu.se/bitstream/handle/2077/50374/gupea_2077_50374_1.pdf. Läst 19 november 2015.
18. ↑  Ernst Högman (1906). Frithiof Hellberg. red. ”Teater och musik”. Idun: Illustrerad tidning för kvinnan och hemmet (Stockholm: Frithiof Hellberg) 19 (20):  sid. 247. Arkiverad från originalet den 20 november 2015. https://web.archive.org/web/20151120233324/http://www.ub.gu.se/fasta/laban/erez/kvinnohistoriska/tidskrifter/idun/1906/pdf/1906_20.pdf. Läst 20 november 2015.
19. ↑  ”Teater, konst, litteratur”. Dagens Nyheter:  s. 3. 8 september 1906. http://arkivet.dn.se/tidning/1906-09-08/13069A/3. Läst 11 januari 2017.
20. ↑  Thore Blanche (1906). Frithiof Hellberg. red. ”Teater och musik”. Idun: Illustrerad tidning för kvinnan och hemmet (Stockholm: Frithiof Hellberg) 19 (37):  sid. 452. Arkiverad från originalet den 20 november 2015. https://web.archive.org/web/20151120225815/http://www.ub.gu.se/fasta/laban/erez/kvinnohistoriska/tidskrifter/idun/1906/pdf/1906_37.pdf. Läst 20 november 2015.
21. ↑  ”Teater, konst, litteratur”. Dagens Nyheter:  s. 3. 14 november 1906. http://arkivet.dn.se/arkivet/tidning/1906-11-14/13136a/3. Läst 7 augusti 2015.
22. ↑  ”Eldskärmen”. Musikverket. http://calmview.musikverk.se/CalmView/Record.aspx?src=CalmView.Performance&id=PERF29355&pos=36. Läst 13 maj 2016.
23. ↑  Bo Bergman (11 februari 1913). ”'Fästningen faller' på Intima teatern”. Dagens Nyheter:  s. 6. http://arkivet.dn.se/arkivet/tidning/1913-02-11/15353/6. Läst 2 april 2016.
24. ↑  ”Premiären av 'Vildfåglar' på Intima teatern i går”. Dagens Nyheter:  s. 1. 23 april 1913. http://arkivet.dn.se/arkivet/tidning/1913-04-23/15421/1. Läst 13 maj 2016.
25. ↑  ”Intermezzo”. Musikverket. http://calmview.musikverk.se/CalmView/Record.aspx?src=CalmView.Performance&id=PERF29363&pos=48. Läst 13 maj 2016.
26. ↑  ”Hemligheten”. Musikverket. http://calmview.musikverk.se/CalmView/Record.aspx?src=CalmView.Performance&id=PERF29364&pos=49. Läst 13 maj 2016.
27. ↑  Bo Bergman (26 mars 1914). ”En ny Guitrypjäs på Intima teatern”. Dagens Nyheter:  s. 1. http://arkivet.dn.se/arkivet/tidning/1914-03-26/15750B/1. Läst 2 april 2016.
28. ↑  ”Kärleken segrar”. Musikverket. http://calmview.musikverk.se/CalmView/Record.aspx?src=CalmView.Performance&id=PERF14538&pos=228. Läst 9 juli 2015.
29. ↑  ”Teater, konst, litteratur”. Dagens Nyheter:  s. 6. 15 mars 1916. http://arkivet.dn.se/arkivet/tidning/1916-03-15/73/6. Läst 20 juli 2015.
30. ↑  T. F-t (1 juni 1924). ”Två sommarpremiärer”. Dagens Nyheter:  s. 8. https://arkivet.dn.se/tidning/1924-06-01/148/8. Läst 24 mars 2024.
31. ↑  Hj.T. (5 april 1929). ”En konstnärlig komeditolkning: Hilda Borgströms gästspel i 'Äktenskapsprovet'”. Åbo Underrättelser:  s. 1. https://digi.kansalliskirjasto.fi/sanomalehti/binding/2666757?page=1. Läst 13 augusti 2025.
32. ↑  ”Radioprogrammet”. Dagens Nyheter:  s. 28. 23 februari 1945. http://arkivet.dn.se/arkivet/tidning/1945-02-23/52/28. Läst 5 februari 2016.